# Caribou (Nova Escócia)
Caribou é uma pequena comunidade rural no Condado de Pictou, Nova Escócia, Canadá.